# 安托萬·高拉辛
安托萬·高拉辛（Antoine Colassin，2001年2月26日—）是一名比利時的職業足球員，司職前鋒，他現在效力於比利時足球甲级联赛球隊安德列治。

## 外部連結
- Soccerway資料庫：安托萬·高拉辛
- Belgium Stats （页面存档备份，存于） at Belgian FA